# دو خانواري
دو خانواري هي قرية في مقاطعة كرج، إيران. يقدر عدد سكانها بـ 23 نسمة بحسب إحصاء 2016.